# Шиферный виреон
Шиферный виреон (лат. Vireo brevipennis) — вид воробьинообразных птиц из семейства виреоновых. Эндемик кустарниковых нагорий на юге Мексики.

## Описание
Представители вида весьма отличаются от других виреонов. У них преимущественно грифельно-серое оперение и длинный хвост. Эти отличия привели даже к предложениям создать для данного вида птиц собственный род Neochloe. У Vireo brevipennis также есть зелёные перья по краям на крыльях и хвосте. Его глаза, живот и подбородок белоснежные, компенсирующие тёмно-серое оперение.
МСОП присвоил виду охранный статус LC.